# Szegedi Vármúzeum – Kőtár
A Szegedi Vármúzeum – Kőtár Szeged szívében, a Tisza-part és a Belvárosi Híd találkozásánál fekszik. Az intézmény a Móra Ferenc Múzeum egyik kiállítóhelye. A múzeum épületét a szegedi vár egykori utolsó maradványa, az 1762 és 1764 között barokk stílusban épület Mária Terézia kapu alkotja. Erre a részre 1999-ben egy tetőszerkezetet építettek és azóta funkcionál kiállítóhelyként. 2019-2020 során egy felújítás zajlott le, amely következtében állandó kiállítás létesült, Utazz a múltba! Szeged történeti állandó kiállítás címmel.

## Elhelyezkedése
A múzeum az egykori vár helyén, a Palánk városrészben helyezkedik el. 100 méterre található a Móra Ferenc Múzeum épülete, 300 méterre a Roosevelt tér. A Belvárosi hídtól 200 méterre közelíthető meg gyalog. A közvetlen környezetében helyezkedik el a Felső-Tisza part és a Huszár Mátyás rakpart.
A vár közvetlen közelében található a Múzeum megállóhely, ahol a 9-es és 19-es trolibuszok közlekednek.

## Története
A török rabság alól a szegedi vár 1688-ban szabadult fel. A középkori építtetésű vár állapota nagyon rossz volt, így ennek következtében a keleti fala 1692-be a Tiszába omlott. Ezt követően 1762 és 1764 között újjá épült ez a rész. A vár 1881-1883-as lebontását követően az egykori kaput és az 1751-ben épült ágyúraktárat restaurálták. 1999-ben egy felújítás keretén belül tetőszerkezetet építettek fölé, a város felől néző részén egy tömböt építettek fel, amelyben egy múzeumi raktár- és kiállítóhelyet, tanácstermet és fogadó-, kiszolgáló egységet foglalt magában.
Ezzel párhuzamosan elkezdődött az egykori vár középkori maradványainak régészeti ásatása. A kiállítóhely bejáratánál tártak fel a középkori falakat, majd az egykori vár templomát. 2007-ben a vár északi sarokfalát, 2010-ben a déli falát tárták fel a régészek. 2016-ban a a várrom kertjében rendezték be a Várkert Sörözőt.
2019-20-ban az épületet felújították. Új bejáratot kapott, illetve megújult a kiállítóhely előtti tér és a kőtár is. A belsejében pedig egy a szegedi vár és a város történetét bemutató interaktív tárlat jött létre.

## Kiállításai

### Állandó kiállítás
A tárlat állandó kiállítása négy fontosabb Szegedhez kapcsolódó esemény köré épül: a szegedi vár története, a szegedi boszorkányper, a betyárok világa és az 1879-es szegedi árvíz köré. Illetve az udvaron megtekinthető a kőtár.

#### A régi Szeged és elfeledett vára
A látogató Szeged, illetve várának történetével ismerkedhet meg. A rövid film megtekintése után egy idővonal-asztalon tekinthetik át a fontosabb eseményeket. A falakon tablók adnak további információt. A hajó végén egy réteges elrendezés mutatja be a történelmi korszakhoz kapcsolódó tárgyakat.

#### Mérlegen a boszorkányok
A látogató megismerheti a szegedi boszorkányperek történetét, a népnyelvi kifejezésekről és a boszorkányság, illetve a néprajz kapcsolatáról. A látogató egy installáció segítségével kiállhatja a boszorkánypróbát is.

#### "Ezer betyár a pajtásom..."
A látogató megismerheti Rózsa Sándor életét, tettét és legendáját.

#### Ráday fenyítőháza
A látogató megismerheti a szegedi várbörtön időszakát, kis szerkényeken keresztül ismerhetjük meg a híres rabokat és mindennapi tárgyakat.

#### "Zúgva, bőgve törte át a gátot"
Ez az egység az 1879-es szegedi árvíz történéseit és következményeit mutatja be. Egy különleges térképen lehet látni az árvíz előtti és utáni városképet.

### Kőtár
A vár udvarán, a Tisza felé tekinthető meg az új kőtár. Itt a látogató újabb régészeti tárgyakat tekinthet meg (mint a lerombolt Szent Demeter templom 18. századi Szent Demeter szobrát).

## Külső hivatkozás
A Vármúzeum oldala a Móra Ferenc Múzeum honlapján